# アイザイア・ピード
アイザイア・ピード（Isaiah Pead 1989年12月14日- ）は、オハイオ州コロンバス出身のアメリカンフットボール選手。ポジションはランニングバック。

## 経歴
シンシナティ大学で2008年から2011年までプレーし、545回のランで3,288ヤード、27TDをあげた。またパントリターンでも活躍した。4年次の2011年にはビッグ・イースト・カンファレンスの最優秀攻撃選手に選ばれ、シニアボウルにも出場しMVPに選ばれた。
ドラフト指名前には、ジャマール・チャールズやルショーン・マッコイと比較された。2012年のNFLドラフト2巡全体50位でセントルイス・ラムズに指名された。
1年目の2012年は、プレシーズンゲームで爆発力を見せたものの、プレイブックの習得に手間取り、10回のランで54ヤードに終わり、同年ドラフト7巡指名のダリル・リチャードソンに大きな差をつけられた。
2013年、スティーブン・ジャクソンがアトランタ・ファルコンズへ去ったことから、ダリル・リチャードソン、ザック・ステイシー、テランス・ガナウェイとポジション争いを行った。5月31日、NFLの薬物規定に違反したことから、その年の開幕戦への出場停止処分を受けた。出場停止明けにチームにすぐ合流できるように、プレシーズンゲームでは先発で多く起用され、26回のランで86ヤード（平均3.3ヤード）を獲得した。
2014年、プレシーズン第2週のグリーンベイ・パッカーズ戦で負傷、MRI検査の結果、ACLを断裂しており、シーズンを棒に振った。
2015年、2試合に出場した後、9月に解雇された。11月2日、レベオン・ベルがMCLを断裂し、故障者リスト入りしたピッツバーグ・スティーラーズと契約を結んだ。